# Hellboy: The Crooked Man and Others
Hellboy: The Crooked Man and Others es la décima edición recopilatoria de la serie de cómics de Mike Mignola Hellboy, que recoge Hellboy: The Crooked Man #1-3, Hellboy: In the Chapel of Moloch, Hellboy: They That Go Down to the Sea in Ships y la historia «The Mole» del «Free Comic Book Day 2008: Hellboy». La edición recopilatoria cuenta con una introducción de Gahan Wilson. Al igual que las historias de Hellboy en su conjunto, fue publicada por Dark Horse Comics.

## The Crooked Man
The Crooked Man, con guion de Mignola y arte de Richard Corben, se publicó por primera vez entre julio y septiembre de 2008 como los números 1 a 3 de una serie limitada homónima. Los números iban del 33 al 35 de la serie Hellboy.
Deambulando por los montes Apalaches en 1958 (después de «terminar algunas cosas en el Sur»), Hellboy se encuentra con Tom Ferrell, un nativo de la región que regresa por primera vez en décadas para redimir su iniciación juvenil como brujo. Ferrell nunca ha practicado la magia, pero lleva un hueso de brujo que le ha ayudado a salir sano y salvo de sus viajes y de su servicio en la Segunda Guerra Mundial. Se hacen amigos de Cora Fisher, una bruja empujada a la magia por una tragedia personal, y se encuentran con Effie Kolb, la bruja de aspecto juvenil que inició a Tom por primera vez y que le trajo a su padre moribundo, al que convirtió en un caballo que cabalgó hasta la muerte. Tom decide llevar el cadáver de su padre a una iglesia en El Huracán, una parte de la montaña dominada por el Hombre Retorcido (The Crooked Man, en inglés), un avaro y especulador de guerra del siglo XVIII llamado Jeremiah Witkins que fue ahorcado por sus crímenes pero que regresó del infierno como el diablo residente de la región. Tom invita a Hellboy a acompañarles a él y a Cora, ayudando a salvar el alma de la chica mientras sabe que nunca podrá escapar del Hombre Retorcido.
Tom y Hellboy discuten sobre la carga de este último, que es muchas veces peor que la de Tom, pero que aún no ha empezado a sentir. Intentan llevar a Cora a través de una región de minas de carbón, pero está infestada de brujas caníbales deformes descendientes de la colonia Roanoke desde el derrumbe de las minas en 1902. Cora puede oír a las brujas llamándola, Tom le asegura que están a salvo durante el día a pesar de que el Huracán está en la hora del diablo y la noche cae inmediatamente. Cora estalla en una lluvia de pequeños animales demoníacos de los que Tom y Hellboy sólo se salvan gracias a que Tom utiliza por primera vez su hueso de brujo. Llegan a la iglesia para encontrar al fantasma de Cora esperándoles, y al pastor de la iglesia, el reverendo ciego Watts, que intenta persuadir a Tom de que su alma aún puede salvarse. Effie y las brujas de la región rodean los terrenos de la iglesia a la que no pueden entrar, llamando a Ferrell para que se una a ellas mientras llega el Hombre Retorcido y exige a Tom que pague su deuda.
El Hombre Retorcido intenta conseguir la ayuda de Watt con oro, juventud y vista y luego apela a la naturaleza demoníaca de Hellboy, revelando que va tras el hueso en posesión de Tom. Después de que Watts infunda el espíritu santo en el hueso, él y Tom queman una cruz en la hoja de una pala para que Hellboy la use para despachar al Hombre Retorcido con las brujas en su huida. La mañana después de que el padre de Tom reciba un entierro apropiado, Tom y Hellboy suben a la mansión de Witkins para acabar con él. Witkins, que aparece en su verdadera forma como una monstruosa y demoníaca criatura cangrejo, está sentado aferrado a las almas de sus víctimas, que aparecen como monedas de oro en tarros. Tom le lanza su hueso de brujo, que lo envía de vuelta al Infierno y más tarde encuentra a Effie reducida a una débil anciana por haber perdido su poder. Tom ignora sus súplicas de clemencia y le pone la brida mágica, convirtiéndola en un jamelgo con la leyenda «¡CUIDADO! SOY UNA BRUJA!» pintado en su costado.

## They That Go Down to the Sea in Ships
They That Go Down to the Sea in Ships, el one-shot escrito por Mignola y Josh Dysart con arte de Jason Shawn Alexander, fue publicado por Dark Horse en 2007 para su distribución gratuita limitada con el fin de promocionar el videojuego de Konami, Hellboy: The Science of Evil. La historia enfrenta a Hellboy y Abe Sapien contra el fantasma del pirata Barbanegra. El título procede del Salmo 107: «Los que descienden al mar en naves, los que hacen negocios en grandes aguas/Estos ven las obras del Señor, y sus maravillas en las profundidades».
Newburyport, Massachusetts, 1986. Marc Arrow, un adivino de los muelles, encuentra una calavera truncada en una tienda de antigüedades cuando el armario que la contenía se vuelca espontáneamente. Tocarla le proporciona su primera visión psíquica legítima, por lo que mata al propietario con un oportuno sextante y la roba. Un mes más tarde, la AIDP vigila la isla de Ocracoke, en Carolina del Norte, ya que el fantasma del anticuario (que se comunica a través de un médium) les ha avisado del robo de lo que ellos consideran la calavera del legendario pirata. Un Abe Sapien que lleva un walkie-talkie se encuentra con una figura con vestidura sentada en la playa a la que la leyenda atribuye el cuerpo sin cabeza de Barbanegra, mientras que en una lancha que se acerca a la playa un historiador local pone a Hellboy al corriente de la historia conocida de la muerte de Barbanegra y de su cráneo, transmitido de dueño en dueño como una macabra copa para beber. Marc se ha asociado con el criminal Whitey Pacelli para llevarlo a la isla; el fantasma aparece y, cuando Marc insiste en negociar él mismo con él, Whitey le dispara.  Muerto su socio, Whitey intenta retener la cabeza para pedir rescate, pero el cuerpo de Barbanegra lo atraviesa con una espada. Hellboy se enfrenta al renacido Barbanegra y recibe un disparo en el hombro.  Mientras tanto, Abe descubre que está hablando con el cuerpo no muerto de una de las víctimas de Barbanegra. Nadan tras Barbanegra y Abe les sigue.  Hellboy le arranca la cabeza a Barbanegra de un puñetazo y el cuerpo casi mata al historiador cuando intenta alcanzarlo.  Hellboy y Barbanegra luchan en el agua y Barbanegra invita a Hellboy a unirse a él como pirata, a lo que Hellboy responde con un inexpresivo «Déjame pensarlo». Las víctimas muertas de Barbanegra se levantan alrededor de Barbanegra y lo arrastran al agua. Abe, que había nadado hasta el lugar, ve el cuerpo de Barbanegra arrastrado hacia las profundidades, con la cabeza arrastrada detrás de él en una mano y emitiendo un chorro de burbujas. Abe saluda a Hellboy, que comenta: «A todo el mundo le gustan los piratas», y regresan a tierra firme.

## In the Chapel of Moloch
In The Chapel of Moloch, guion y arte de Mignola, se publicó por primera vez en octubre de 2008 como one-shot de Hellboy (con el número 36 en el interior de la portada).
Tavira, Portugal, 1992. Hellboy y un promotor de arte neoyorquino visitan la casa que este último ha alquilado para su amigo y protegido Jerry, un pintor estadounidense que se supone está preparando obras para una importante exposición en una galería.  Jerry ha estado trabajando en la antigua capilla anexa a las instalaciones, pero ha dejado de pintar y se ha dedicado a esculpir en arcilla un gigantesco humanoide con cabeza de toro que (según sus ahora incoherentes murmuraciones) representa a la deidad Moloch. Por la noche, cuando esculpe, las puertas de la capilla, que no se pueden cerrar con llave, no se abren. Jerry está durmiendo en la casa mientras investigan la capilla, llena de pinturas de Jerry, y Hellboy observa que Jerry está «plagiando a Goya», lo que provoca la réplica del promotor de que Jerry, al reapropiarse de Goya para una obra moderna relevante, está «¡salvando el culo de Goya!», lo que Hellboy parece encontrar poco convincente.
Hellboy investiga la escultura cuya arcilla sangra al pincharla con una paleta.  En otro lugar de la capilla encuentra una marca de los Caballeros de St. Hagan (un análogo ficticio de los caballeros templarios) del tipo que dejan sus investigadores en los lugares donde han erradicado prácticas ocultas serias.  Los dos esperan dentro de la capilla a que llegue Jerry. Cuando lo hace, un minúsculo cadáver encorvado sube a sus hombros desde un agujero en el suelo.  Mientras le susurra a Jerry (que empieza a decorar la base de la escultura con un motivo de cadáveres en llamas), Hellboy saca una reliquia de sus bolsillos, «un botón de plata del abrigo que llevaba el obispo Zrinyi cuando luchó contra la cabra de los Cárpatos» y lo lanza al ojo del cadáver, iluminando el interior de su cráneo y haciéndole correr de un lado a otro en agonía.
Mientras el cadáver vuelve a caer inconsciente en su agujero, la estatua de Moloch cobra vida y Hellboy se dispone a destruirla mientras un Jerry que ha vuelto a despertar grita «¡No! ¡No lo hagas! ¡Las pinturas no sirven! Sólo estoy plagiando a Goya».  Cuando Hellboy rompe la escultura, aparece un corazón gigante palpitante cuyas aortas y ventrículos comienzan a extenderse en tentáculos cuando (por encima de los gritos de protesta de Jerry) Hellboy le dispara.  Jerry se lamenta de que nunca volverá a pintar, ante la inmediata y expresa aprobación de Hellboy. «Aléjate también de la escultura».  Le dice al amigo de Jerry que pida al casero que haga algo con el agujero del suelo.

## «The Mole»
«The Mole», escrito por Mignola con arte de Duncan Fegredo, se publicó por primera vez como historia en el cómic gratuito de Hellboy del Día del Cómic Gratis de 2008. Tiene lugar poco antes de Hellboy: Darkness Calls.
Inglaterra, el hogar de Harry Middleton de Darkness Calls. Un Hellboy borracho está jugando a las cartas con Middleton y otros dos fantasmas, que notan un lunar en su mano. Se despierta solo en la mesa y descubre que el lunar ha crecido. Rápidamente se hincha hasta alcanzar su propio tamaño y estalla para revelar a otro demonio, que emerge de la erupción sin dejar de Hellboy más que su piel vacía y su apocalípticamente poderosa mano derecha de piedra. La piel de Hellboy se desprende de la mano y sale volando por la ventana, posándose finalmente en una veleta al otro lado de la ciudad. Al quedarse solo en la habitación, el demonio coge la mano de piedra y empieza a usarla para acabar con el mundo.  En ese momento Hellboy despierta, esta vez de verdad, de nuevo en la mesa. Vacía su vaso de chupito y, asegurándose de que «sólo ha sido un sueño», vuelve a llenarlo.

## Adenda
La edición recopilatoria incluía una sección de bocetos preliminares de Dysart, Mignola y Corben para las historias recopiladas y un ensayo de John Pelan titulado «Manly Wade Wellman: American Mythmaker», en el que se presentaba a los lectores al escritor de literatura pulp al que se rindió homenaje con The Crooked Man.

## Adaptación cinematográfica
Tras el bajo rendimiento y la recepción negativa de la película reboot de 2019 Hellboy: Darkness Calls, en febrero de 2023, Millennium Media anunció planes para un nuevo reboot de acción real titulado Hellboy: The Crooked Man, el primero de una serie potencial de películas. El inicio de la producción estaba previsto para marzo de 2023 en Bulgaria, con Brian Taylor como director a partir de un guion de Mignola y Christopher Golden, basado en el cómic de 2008 del mismo nombre. La película será coproducida por Nu Boyana y Campbell Grobman Film y presentada por Millennium Media en asociación con Dark Horse Entertainment. Taylor expresó sus intenciones de reiniciar la serie de películas y presentar una versión más joven y errante de Hellboy con una influencia de terror folclórico similar a la de los cómics; Taylor también confirmó que la película sería de clasificación R con el fin de abrazar los elementos «oscuros, aterradores, violentos y adultos» de los cómics. Al mes siguiente, se anunció que Jack Kesy interpretaría a Hellboy, y que Jefferson White y Adeline Rudolph encarnarían a Tom Ferrell y Bobbie Jo Song.